# Līgatne
Līgatne er beliggende i Cēsis distrikt i det centrale Letland og fik byrettigheder i 1993. Byen var tidligere kendt for sin papirfabrik, én af to lettiske papirfabrikker som også eksisterede i sovjettiden. Før Letlands selvstændighed i 1918 var byen også kendt på sit tyske navn Ligat.